# Szent Miklós-templom (Fogaras)
A fogarasi ortodox Szent Miklós-templom műemlékké nyilvánított épület Romániában, Brassó megyében; ez a városban a legrégebbi fennmaradt templom. A romániai műemlékek jegyzékében a BV-II-m-A-11692 sorszámon szerepel.

## Története
A várfal mellett állt egy ortodox fatemplom, amely az 1650-es években leégett. A fogarasi románok ezért Constantin Brâncoveanu havasalföldi fejedelemtől kértek segítséget, aki I. Apafi Mihály fejedelemtől megszerezte az engedélyt egy új templom építésére, és biztosította hozzá az anyagi forrásokat is. Apafi kikötötte, hogy az építendő templom nem lehet magasabb a római katolikus templomnál, illetve a vár falánál. A templom építése 1697. június 17-től 1698. szeptember 30-áig tartott. Az uralkodó évi 50 tallért adományozott a templom fenntartására, mindaddig amíg az megmarad az ortodox egyház kebelében – ezt a kitételt a az 1697-ben létrejött görögkatolikus egyház terjeszkedése indokolta.
1723-ban a templomot a görögkatolikus egyház kapta meg, és 1737-ig az újonnan létesített Fogaras-Gyulafehérvári főegyházmegye székesegyházaként működött. Itt iktatták be   1723. augusztus 17-én Ioan Giurgiu de Patak püspököt, a főegyházmegye első püspökét, és itt tevékenykedett Inocențiu Micu-Klein püspök. 1737-től, amikor Balázsfalván megépült a főegyházmegye új katedrálisa, a fogarasi Szent Miklós-templom görögkatolikus plébániatemplomként működött tovább. 1948-ban a görögkatolikus egyház állami megszüntetésekor a templom visszakerült az ortodox egyházhoz.
1921–1922-ben a templomot felújították, 1994 és 1998 között pedig teljes restaurálására került sor, beleértve a freskókat is.

## Leírása
A templom a Mogoșoaia-palota Szent-György kápolnájának mintájára épült Brâncoveanu-stílusban. Erre a stílusra jellemzőek a homlokzaton található két öv, illetve az eresz alatti téglapárkányok. Az egyhajós templom alaprajza nyolcszög alakú, amelyhez oldalról egy szintén nyolcszögű harangtorony csatlakozik. Tornácra, pronaoszra, naoszra és oltárra tagolódik. A nyitott tornácot tíz nyolcszögű kőoszlop veszi körbe, a pronaosz belsejében szintén oszlopok találhatók. A naosz arányos kialakítású, de nem túl tágas, és felette helyezkednek el a harangok. A templomnak három félgömb alakú, téglából készült kupolája és hét kicsinyke, faragott kőkeretes ablaka van.
A bejárati ajtó feletti kőbe faragott feliraton megtalálható Havasalföld címere, az alapító neve, az alapítás dátuma, és a védőszent neve.
Az oltárt egy tölgyfából faragott, arannyal bevont ikonosztáz rejti, amelyet festett ikonok díszítenek. Az ikonosztázt a câmpulungi Preda mester készítette 1721-ben, az oltár és a naosz freskóit pedig fiai, Preda és Teodosie festették bizánci stílusban és bizánci ikonográfiai szabályai szerint. A pronaosz freskóinak festője ismeretlen; ezek valamivel később készültek.
A görögkatolikus időszakban a templomot szószékkel látták el, de ezt utóbb eltávolították.